# François-Alphonse Arnault
Pour les articles homonymes, voir Arnault.
François-Alphonse Arnault, né le 14 juillet 1819 à Montreuil-Bellay, et mort en décembre 1860 à Saint-Pétersbourg, est un acteur et dramaturge français.

## Biographie
D’abord commis voyageur, Arnault a parcouru, de 1838 à 1842, la Bretagne, l’Auvergne et le Midi. Entré au milieu de 1843, au Conservatoire de Paris, dans la classe de Pierre-François Beauvallet, il est sorti, deux ans après, avec le second prix de tragédie. Il s’est ensuite produit au théâtre à la fois comme acteur et dramaturge.
Pendant une courte apparition sur la scène de l’Odéon, il a épousé Gabrielle-Geneviève Planat, avec laquelle il est allé jouer quelques mois à Bruxelles. Revenu débuter à l’Ambigu, en octobre 1816, il a compté une vingtaine de créations originales, dont Reynaold du Fils du diable, Philippe III de Piquillo, Claude Frollo de Notre-Dame de Paris, Guillaume de Poitou de Un mystère, Raphaël de la Peau de chagrin. Il a également créé quelques rôles à la Porte-Saint-Martin, et a appartenu à la Gaîté, où il s’est applaudir pour sa création de Satan, dans les Œuvres du démon, Picheric de l’Âne mort, de 1852 à 1857. À la fin de cette dernière année, il a été engagé, ainsi que sa femme, pour Saint-Pétersbourg, ville dont il a dirigé le grand théâtre Michel de 1857 à 1860, et où il devait achever ses jours.
Comme dramaturge, sa pièce les Cosaques a dû à son titre d’actualité un des plus complets succès de son époque. Dans cette dernière pièce, il a mis tant de vérité dans son jeu dans son rôle de Manzaroff, au point qu’il réussit à soulever le public contre lui. Il était le frère cadet de Pierre-Célestin Arnault, le fondateur et directeur de l’Hippodrome de Paris et des Arènes nationales.

## Œuvres
- Chatterton mourant, drame en 1 acte et en vers, avec Louis Judicis, Odéon, 20 mai 1847.
- Sur la gouttière, comédie-vaudeville en 1 acte, 1852.
- Les Pâques véronaises, drame en 4 actes, avec Louis Judicis, Odéon, 4 avril 1852.
- Constantinople, grande pièce en cinq actes, Cirque-impérial, 1853.
- Les Cosaques, drame en neuf tableaux, théâtre de la Gaîté, 1853, lire en ligne sur Gallica.
- La Garde impériale, musique de Léon Fossey, théâtre de la Gaîté, 30 décembre 1855.
- Les Zouaves, drame en cinq actes et huit tableaux, musique de Léon Fossey, 1856.
- Les Aventures de Mandrin, mélodrame en 4 actes et 5 tableaux, 23 mai 1856.
- La Vielle de Marengo, drame en 6 actes et 7 tableaux, avec Louis Judicis et Jules Delahaye, musique de Léon Fossey, Épilogue. Un ouragan de zouaves, Gaîté, 9 juin 1859.